# Clytia exilis
Clytia exilis är en nässeldjursart som beskrevs av John Fraser 1948. Clytia exilis ingår i släktet Clytia och familjen Campanulariidae. Inga underarter finns listade i Catalogue of Life.